# Erigeron stanfordii
Erigeron stanfordii là một loài thực vật có hoa trong họ Cúc. Loài này được I.M.Johnst. ex G.L.Nesom mô tả khoa học đầu tiên năm 1981.